# 린다 웨어
린다 웨어(Linda Ware, 1925년 ~ 1975년)는 미국의 배우, 영화배우이다. 라디오, 영화 및 콘서트에서 일한 미국 가수이자 여배우였다.
1925년 5월 25일 펜실베이니아주 타렌툼에서 태어난 베벌리 제인 스틸웨건(Beverly Jane Stillwagon)은 조지 스틸웨건(George Stillwagon)의 딸이었지만 어머니가 돌아가신 후 오하이오주 스튜벤빌(Steubenville)의 고아원에서 몇 년을 보냈다. 이윽고 그녀의 삼촌과 숙모는 그녀를 집으로 데려가 음악 레슨을 제공했다. 1938년 그들은 그녀가 영화 산업에서 일할 기회를 찾기 위해 할리우드로 이사했다.
그녀는 12살 때 영화 출연 계약을 제의받았다. 그 제안은 그녀의 이모가 웨어의 경력을 통제할 수 있는 허가를 구하는 법정 소송으로 이어졌고, 그녀의 아버지는 제안에 반대했다. 스틸웨건은 4살 때 딸을 버렸다는 사실을 부인했지만 웨어가 그녀의 아버지가 "나에게 아이스크림 콘을 사준 적이 없다"고 증언한 후 법원은 이모에게 유리한 판결을 내렸다.
이러한 법적인 문제가 해결된 후 웨어는 영화 더 스타 메이커(The Star Maker)에 출연하게 되었다.
1939년 4월 웨어의 아버지는 디트로이트에서 딸의 양육권을 요구하는 소송을 제기했다. 그의 소송은 그가 웨어의 할리우드 이전에 대해 알지도 못했고 동의하지도 않았다고 주장했다.
15세 때 웨어는 라디오 프로그램 잇 해픈드 인 할리우드(It Happened in Hollywood)의 정회원이었다. 라디오 라이프(Radio Life) 잡지의 한 기사에서는 "그녀는 듀엣에서 존 콘테와 효율적으로 팀을 이룬다."라고 언급했다.

## 영화
- 페이퍼 블렛 (1941년)
- 더 스타 메이커 (1939년)